# Кандуку
Канду́ку (англ. Kanduku) — традиційна громада у складі дистрикту Мванза Південного регіону Малаві.
Населення — 49941 особа (2018).